# تيرزا ريما

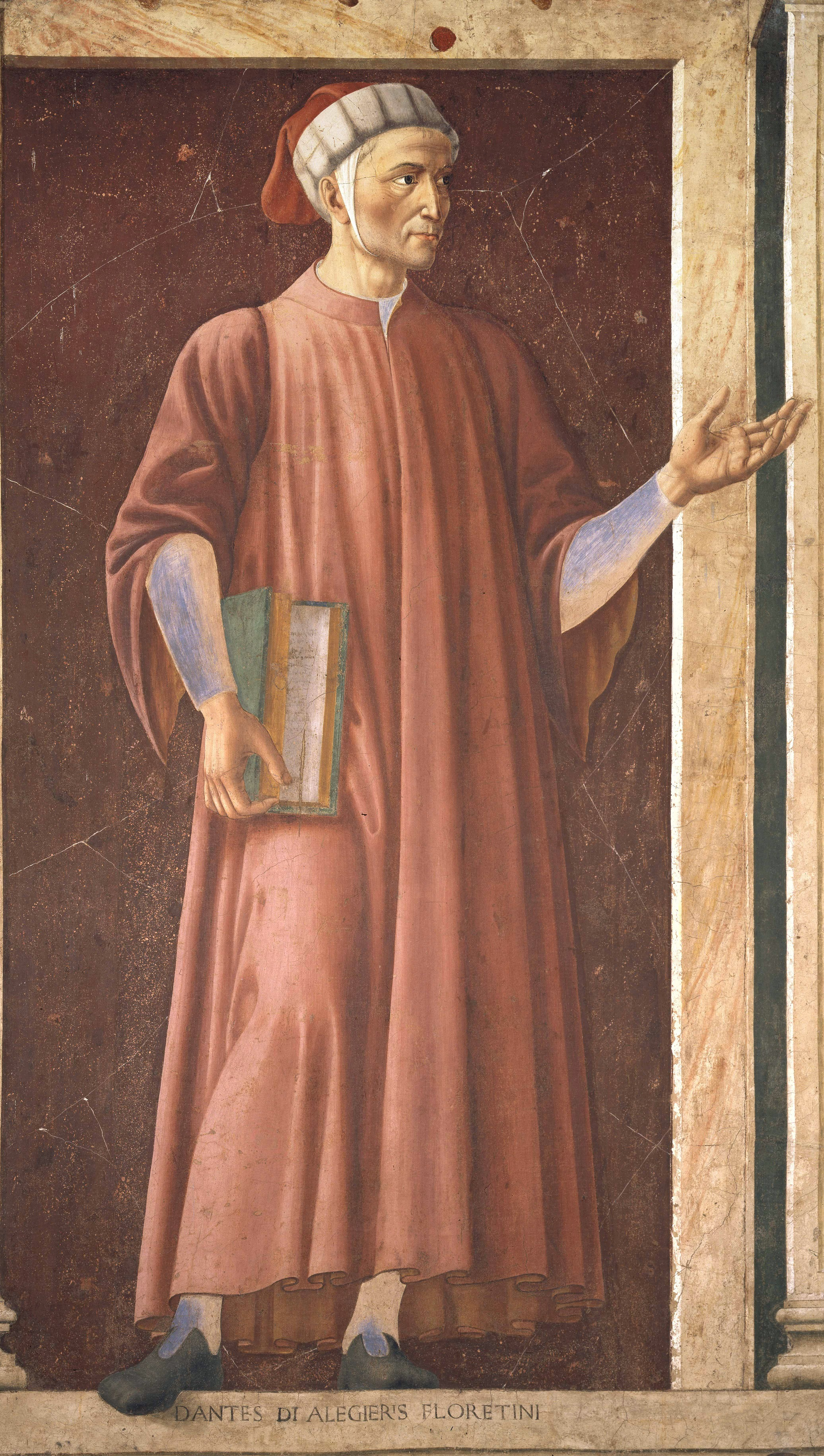
دانتي فريسكو

تيرزا /ˌtɛərtsə ˈriːmə/ المتحدة US: /ˌtɜːr-/,  Italian: ‎[ˈtɛrtsa ˈriːma]‏Italian: ‎[ˈtɛrtsa ˈriːma]‏
; تترجم حرفيا. third rhyme القافية الثالثة ' هي شكل شعري مقفى ، حيث تتكون القصيدة، أو كل قسم من مقاطع القصيدة، من ثلاث أسطر (مقاطع من ثلاثة أسطر) مع نظام قافية متشابك من ثلاثة أسطر: الكلمة الأخيرة من السطر الثاني في ثلاثية ثلاثية واحدة يوفر قافية السطرين الأول والثالث في المقطع الثالث الذي يلي ( aba bcb cdc ). يمكن أن تحتوي القصيدة أو قسم القصيدة على أي عدد من الأسطر (غير قابلة للقسمة على 3)، ولكنها تنتهي إما بسطر واحد أو مقطعين ، والذي يكرر قافية السطر الأوسط من الثلاثي السابق ( yzy z أو yzy zz ) . 
تم اختراع تيرزا ريما في أوائل القرن الرابع عشر على يد الشاعر الإيطالي دانتي أليغييري لقصيدته السردية الكوميديا الإلهية ، والتي وضعها في سطور هندكاسلية . في اللغة الإنجليزية، غالبًا ما يستخدم الشعراء الخماسي التفاعيل . يعتبر شكل تيرزا ريما تحديًا للشاعر، ولم يصبح شائعًا في القرن التالي لاختراعه. يمثل النموذج تحديًا خاصًا في اللغات التي تكون بطبيعتها أقل ثراءً في القوافي من اللغة الإيطالية. 
يمكن لتيرزا ريما أن تعطي للشعر تأثير القوافي التي تدفع السرد إلى الأمام. يمكن أن يعطي أيضًا إحساسًا بالاستمرارية في الشعر - فالقوافي منسوجة معًا، ولا يمكن إيقاف قراءة النشيد دون الشعور بشيء ما (مخطط القافية) مكسور أو غير مكتمل. تضيف قوافي terza rima تأثير الصدى والتوقع - عندما تتم قراءة سطر ما، يكون هناك إحساس بأنه سيتبعه قريبًا قافية ستكمل مخطط القافية.  يمكن لـ Terza rima أن تضفي إحساسًا بالقوة والصلابة على القصة أو القصيدة - كل ثلاثية، على الرغم من أنها مختصرة، لها طول كافٍ لاحتواء فكرة أو تعبير كامل، يمكن اعتباره بشكل مستقل. تشبه الثلاثيات اللبنات الأساسية للقصيدة أو الكانتو، والقافية المتشابكة هي بمثابة الأسمنت الذي يربطها ببعضها البعض. 